# Caligus productus
Caligus productus är en kräftdjursart som beskrevs av James Dwight Dana 1849. Caligus productus ingår i släktet Caligus och familjen Caligidae. Inga underarter finns listade i Catalogue of Life.